# 연장포
연장포(聯裝砲 또는 連裝砲)는 포가나 포대 하나에 포신이나 로켓 무기를 여럿 달아서 쏠 수 있게 만든 화기를 가리킨다. 흔히 다연장포라고 한다.